# کیوتکس

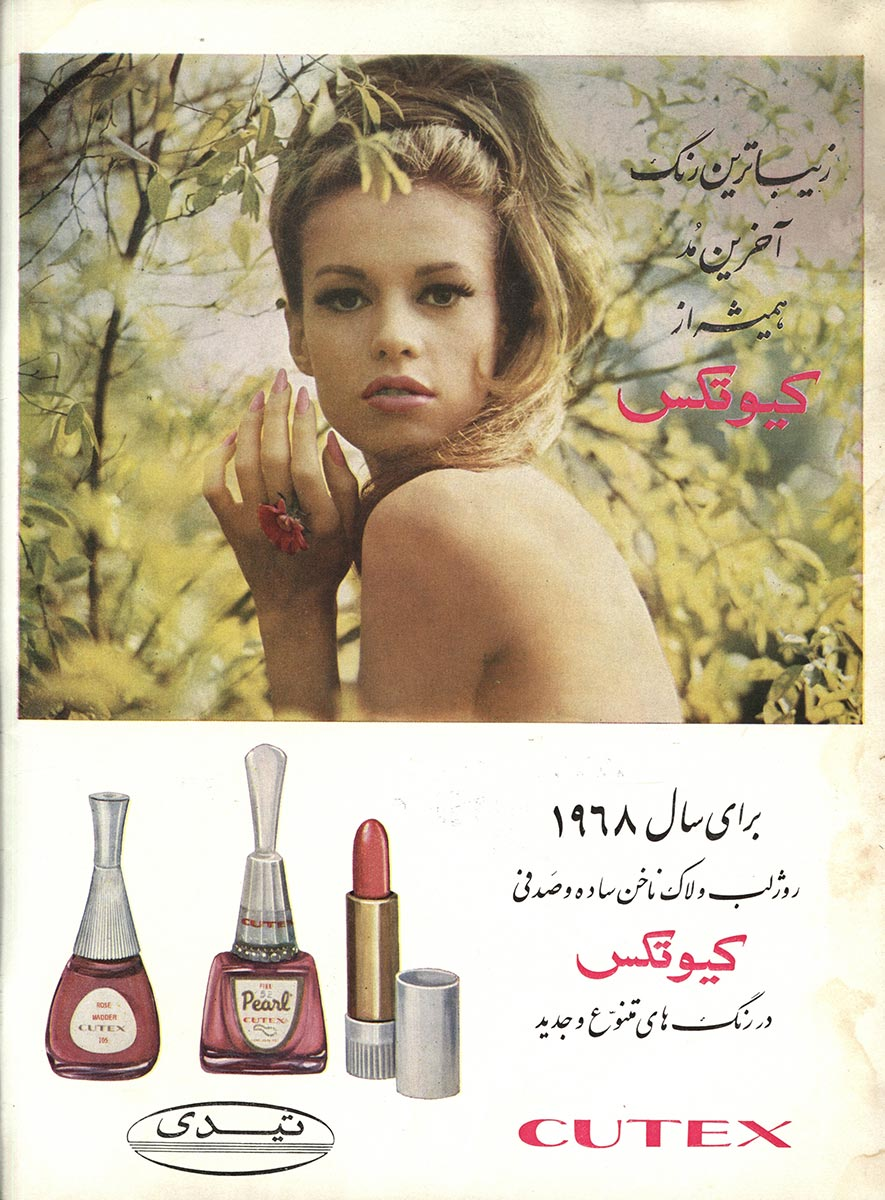
تبلیغی از محصولات کیوتکس در شماره ۱۴۸ مجله زن روز در تاریخ ۱۶ دی ۱۳۴۶.

کیوتکس (انگلیسی: Cutex) یک برند آمریکایی محصولات مراقبت از ناخن است که متعلق به شرکت رولون می‌باشد.